# Emy Gordon
Pour les articles homonymes, voir Gordon.
Emilie Gordon née von Beulwitz (née le 6 mars 1841 à Cannstatt, morte le 2 février 1909 à Wurtzbourg) est une écrivaine et militante catholique allemande.

## Biographie
Karoline Albertine Anna, Freiin von Beulwitz vient de la famille Beulwitz (de). Elle est une fille du propriétaire terrien (jusqu'en 1867) protestant de Cannstatt, Hartmund von Beulwitz (1814-1871) et de son épouse catholique, Nanette Riedlinger (1808-1869). Le 10 avril 1841, elle est baptisée dans la religion catholique dans la maison de ses parents. Parmi ses parrains, figurent le major von Brandenstein et la pianiste de cour, Emilie Leibnitz (de) (1817-1894). Depuis sa jeunesse, elle souffre d'un problème de pied qui limite sa capacité à bouger.
Pendant la révolution de 1848, son père est propriétaire d'une brasserie à Rottenburg, commandant adjoint des groupes de surveillance à Rottenburg et président adjoint de la Volksverein. Craignant une arrestation après septembre 1848, il s'enfuit aux États-Unis et en Grande-Bretagne, mais en 1850 il se soumet volontairement au tribunal d'instruction de la forteresse d'Hohenasperg. Lors du procès subséquent qui débute le 20 janvier 1851 à Rottenburg et est considéré comme le plus grand procès de trahison de l'histoire du Wurtemberg, il est jugé pour haute trahison contre Gottlieb Rau et d'autres et est acquitté par manque de preuves. Une demande d'émigration en Écosse est rejetée,  la famille reste alors à Rottenburg.
Vers 1860, Emilie von Beulwitz rencontre à Stuttgart, George Gordon (de), ambassadeur de Grande-Bretagne au Royaume de Wurtemberg. Il est marié depuis 1843 à la brésilienne Rosa Justina Young (1817-1891), fille d'un marchand britannique, et a trois enfants avec elle.
Emilie von Beulwitz donne ensuite naissance à une fille Georgina, à Stuttgart, le 4 juin 1866 (morte le 26 septembre 1958 à Nordhorn). Dans le registre de baptême, elle est d'abord enregistré en tant que fille du capitaine britannique, John Smith Branka et George Gordon est enregistré en tant que parrain. Georgina épouse en 1894, le médecin Wilhelm Niehues (1867-1938). Le deuxième enfant d'Emilie von Beulwitz, Robert, naît le 27 mai 1869. Le troisième, Richard Wolf, naît le 10 juin 1870. 
Dans la seconde moitié des années 1860, Emilie vit comme artiste dramatique à Stuttgart, dans la Gutenbergstraße. Elle signe la notice nécrologique de sa mère en 1869 sous le nom de E. v. Branka, née Freiin v. Beulwitz.
En 1871, la famille déménage en Écosse. George Gordon se convertit au catholicisme et épouse Emilie von Beulwitz en 1871 à Manchester, après que des avocats catholiques aient déclaré son premier mariage nul et non avenu en vertu du droit canonique. Au même moment, George Gordon quitte le service diplomatique. L'année suivante naît le quatrième enfant Louise Ignace Thérèse Julie Gordon. Lorsque George Gordon hérite en 1873 après la mort de son père, en tant que Laird of Ellon, de plus de 4 700 hectares de terres, il va avec Emy comme épouse à Ellon. Sa première épouse, séparée de lui mais jamais divorcée, le poursuit en justice pour la confirmation de la continuation du mariage et ses revendications dans un tribunal écossais.[pas clair] La cour lui donne raison. L'affaire fait sensation. Les problèmes financiers et administratifs d'Ellon conduisent au Ellon Trust Estates Act voté par le Parlement du Royaume-Uni qui permet la vente de terrains pour le remboursement de la dette. La fiducie effectue des versements réguliers à Gordon et même plus tard à Emy en tant que veuve.
George et Emilie Gordon quittent ensuite la Grande-Bretagne. Le couple s'installe d'abord à Bruges. À partir de septembre 1884, ils résident définitivement à Wurtzbourg. Ce n’est qu’après la mort de Rosa Justina qu’ils se marient civilement à Maastricht en 1892.
Emilie Gordon travaille comme écrivaine et traductrice et donne des cours de peinture. Son livre le plus vendu est un guide intitulé Les devoirs d'une femme de ménage, ou: l'A-B-C du ménage, paru pour la première fois en 1894. Elle rédige Die praktische Hausfrau, un supplément du journal régional catholique Fränkisches Volksblatt et publie des articles dans des revues catholiques telles que Die christliche Frau et Monika. Zeitschrift für katholische Mütter und Hausfrauen.
Après la mort de son mari en 1902, elle s’engage dans de nombreuses associations caritatives catholiques. En 1903, elle suggère, dans un article du Kölnische Volkszeitung (de), la fondation de l'Association des femmes catholiques allemandes. Il s'agit de la première association dirigée par des femmes. Elle est fondée le 15 avril 1904 à Wurtzbourg. Du 12 au 18 juin 1904, elle participe au Congrès international des femmes à Berlin. Elle publie son rapport en tant que pionnière du mouvement des femmes catholiques. Lors du 54e Katholikentag, une simple réunion de délégués qui se déroule à Würzburg en 1907, Mme la baronne von Gordon est la première femme à s'exprimer. Elle est l’un des fondatrices de la Verbands katholischer Vereine erwerbstätiger Frauen und Mädchen. Elle le considère comme une des Associations ouvrières catholiques (de) et prend ainsi position dans le conflit syndical. À Würzburg, elle fonde avec l'association de protection des filles (aujourd'hui au service social des filles et des femmes catholiques IN VIA) des cours destinés à la formation des instituteurs catholiques. La Katholische Frauenbund décide en 1904 de construire une crèche et un orphelinat. Depuis 1908, Emilie Gordon est également présidente de l'association non confessionnelle d'éducation féminine Frauenheil, qui fournit des services juridiques aux filles et aux jeunes femmes à Würzburg.
Une partie de sa succession se trouve aux Archives Ida-Seele (de) à Dillingen an der Donau.

## Œuvres
- Allerlei Malverfahren. Anleitung zur häuslichen Kunstarbeit für Anfänger. Leipzig: Haberland 1888.
- New fairy-tales: for children young and old. Donauwörth: Auer 1889.
- (traduction) Henry Edward Manning: Religio viatoris. Die vier Grundsteine meines Glaubens. Würzburg: Woerl 1889.
- Lose Blätter aus Märchens Sammelmappe. 1890.
- Praktischer Ratgeber für Erwerb suchende Frauen und Mädchen aus besseren Ständen. Leipzig 1893.
- Die Pflichten eines Dienstmädchens, oder: das A-B-C des Haushaltes. Donauwörth: Auer 1894 (10e édition en 1911)
- Praktische Anweisung zur Ölmalerei in ihren verschiedenen Arten für Anfänger und Dilettanten. Leipzig: Haberland 1899
- Die katholische Kindergärtnerin in Schule und Haus. Stuttgart et Vienne : Roth 1902.
- Historisch-kritischer Rückblick auf die Verhandlungen des Internationalen Frauenkongresses in Berlin vom 12.–18. Juni 1904: Fingerzeige für die katholische Frauenbewegung. Frankfurt 1905.